# Duke Nukem 64
Duke Nukem 64 es un port del shooter en primera persona para Nintendo 64 de la versión de PC (MS-DOS) Duke Nukem 3D. Hay algunos cambios respecto a la versión de PC. Algunas armas usan dos tipos de munición. La escopeta puede disparar rondas explosivas con devastadores resultados en los enemigos de Duke. Se ha añadido los misiles que buscan a través del calor. Hay además nuevas armas: un lanzador de granadas (que sustituye al RPG), doble SMG (reemplazando el chain-gun cannon), la Microwave Expander (que viene de la Atomic Edition), un lanzador de misiles (que sustituye al Devastator) y un cañón de plasma (esta arma sustituye al Freeze Thrower). El juego no tiene más episodios, pero contiene todos los de la versión Atomic. También se han añadido el nuevo jefe de la edición atómica y el emperador Cycloid (en el último nivel) siendo ahora un personaje totalmente formado de polígonos renderizados.
Pero el cambio más apreciable comparado con la versión original de PC es la eliminación de todo el contenido sexual del juego. El nivel "Red Light District" fue renombrado por "Gun Crazy", y el club de estriptis y las librerías de revistas porno fueron reemplazadas por una tienda de armas y un restaurante de hamburguesas provenientes de la Atomic Edition. Además, las voces del protagonista fueron grabadas de nueva eliminando el lenguaje ofensivo. También, los esteroides debido a la controversia fueron reemplazados por otro ítem llamado "Vitaminas" mucho menos cuestionable.
Esta versión de Duke Nukem posee la mejor jugabilidad de todas las demás versiones del juego, debido a la incorporación del Control Pad de Nintendo 64 en el uso del personaje.

## Secuelas y versiones
- Duke Nukem (GameBoy Color)
- Duke Nukem 3D (Game.Com)
- Duke Nukem 64 (Nintendo 64)
- Duke Nukem: Zero Hour (Nintendo 64)
- Duke Nukem: Time to Kill (PlayStation)
- Duke Nukem: Land of the Babes (PlayStation)
- Duke Nukem: Manhattan Project (PC)
- Duke Nukem Advance (GameBoy Advance)
- Duke Nukem Mobile (Tapwave Zodiac, Teléfonos móviles)
- Duke Nukem Forever